# Shelby (Montana)
Shelby – miasto w Stanach Zjednoczonych, stanie Montana, siedziba administracyjna hrabstwa Toole.